# Michael Lochner

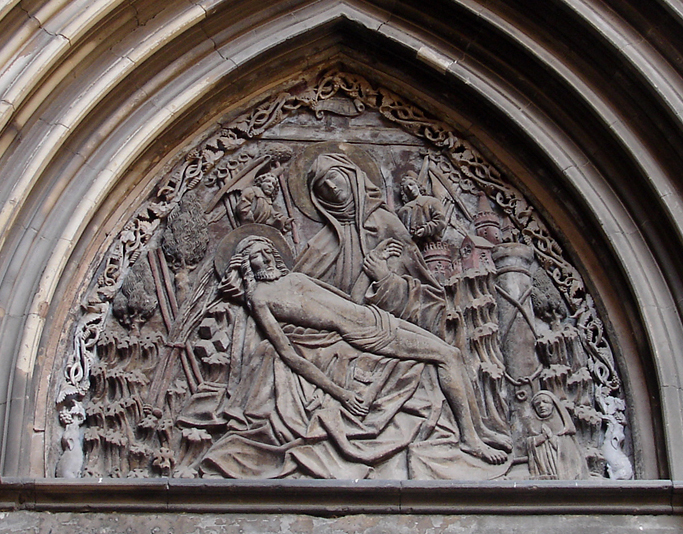
Relleu de La Pietat a la catedral de Barcelona

Michael Lochner, conegut com a Miquel Lluch o Lluc durant la seva activitat a Catalunya, fou un escultor d'origen alemany que va instal·lar-se i va estar actiu a Barcelona des de l'any 1483 fins a la seva mort el 1490.
Representant destacat del gòtic germànic a Barcelona, va executar per al timpà de la porta de la Pietat del claustre de la catedral de Barcelona, un relleu en fusta representant La Pietat, que en l'actualitat es conserva al museu catedralici mentre al seu lloc d'origen es troba una còpia en resina.
Al mateix Museu catedralici es conserva un plafó de fusta tallada dedicat a tots els sants que també li és atribuït.
Va ser l'encarregat l'any 1483 de les talles dels pinacles que coronen el cadirat del cor de la catedral, que va executar junt amb el seu ajudant i compatriota, Joan Frederic de Cassel (Johann Friedrich, von Kassel).
Va realitzar l'any 1487 el retaule de Sant Pere per a Premià de Dalt, destruït durant la guerra civil espanyola (1936).